# Petizione di diritto
Nel diritto inglese, una petizione di diritto (petition of right) era un rimedio disponibile ai sudditi per recuperare la proprietà dalla Corona.
Prima del Crown Proceedings Act del 1947, la Corona britannica non poteva essere citata in giudizio per contratto. Tuttavia, poiché si riteneva auspicabile che i contraenti della Corona potessero ottenere un risarcimento, per non essere inibiti dall'assumere tale lavoro, la petizione di diritto cominciò a essere utilizzata in tali situazioni, soprattutto dopo che il Petitions of Right Act del 1860 semplificò il processo. Prima che la petizione potesse essere ascoltata dai tribunali, doveva essere approvata con le parole fiat justitia su consiglio del Segretario di Stato e del Procuratore generale. Questa frase latina era normalmente tradotta come "sia fatta giustizia".
Una delle cause più note del diritto inglese, il caso Archer-Shee, è nata da un procedimento su una petizione di diritto.
La Sezione 1 del Crown Proceedings Act del 1947 consente che le rivendicazioni per le quali in precedenza sarebbe stata richiesta una petizione vengano presentate direttamente in tribunale contro qualsiasi altro imputato. Tuttavia, una petizione e un decreto sembrano ancora necessari per le rivendicazioni personali contro il monarca.

## Richieste ammesse
Era disponibile una petizione di diritto:
- Per ottenere la restituzione di beni immobili o personali del soggetto che siano finiti nelle mani della Corona, o un risarcimento se la restituzione non ha potuto essere effettuata;
- Per ottenere un risarcimento danni per violazione di un contratto stipulato per conto della Corona, indipendentemente dal fatto che la violazione sia dovuta ad atti o omissioni di dipendenti della Corona.

Laddove la Corona era in possesso della proprietà del ricorrente e il titolo della Corona appariva da un verbale, come da un'inchiesta d'ufficio, il rimedio era un po' diverso e veniva chiamato monstrans de droit. La petizione di diritto non era disponibile per quanto riguarda gli impegni nel servizio navale, militare o civile, che non erano generalmente considerati contratti di lavoro ma nomine godute a discrezione della Corona. Questo rapporto basato sulla prerogativa reale è terminato solo nel 1996. Né era disponibile l'azione per violazione del dovere pubblico, ad esempio per inadempimento degli obblighi del trattato, né per violazione di domicilio o negligenza o altri illeciti da parte di dipendenti della Corona. Laddove tali atti fossero illeciti, il rimedio era ancora un'azione contro il funzionario come individuo e non nella sua veste ufficiale.

## Procedura

### Diritto comune
In base al diritto comune, la petizione ha attraversato le sue prime fasi in Cancelleria. La petizione suggeriva un diritto che contestava il titolo della Corona e la Corona ha approvato la petizione soit droit fait la partie. Quindi è stata emessa una commissione per indagare sulla veridicità del suggerimento. Dopo il ritorno alla commissione, il Procuratore generale ha depositato una risposta e i meriti sono stati determinati come in qualsiasi azione inter partes. Se il diritto è stato determinato contro la Corona, è stato emesso un giudizio di amoveas manus a favore del richiedente.

## Scozia e Irlanda
La legge sulle petizioni di diritto si applicava all'Irlanda ma non alla Scozia, e si pensava che il diritto di presentare tale petizione esistesse anche nelle colonie la cui legge era basata sul diritto comune dell'Inghilterra. In definitiva, in molte colonie fu approvata una legislazione in merito alle rivendicazioni contro il governo che rendeva superfluo ricorrere a una petizione di diritto.